# Lysandra basielongata
Lysandra basielongata är en fjärilsart som beskrevs av Courvoisier 1912. Lysandra basielongata ingår i släktet Lysandra och familjen juvelvingar. Inga underarter finns listade i Catalogue of Life.